# Mixacarus yinae
Mixacarus yinae är en kvalsterart som först beskrevs av Hu och Aoki 1993.  Mixacarus yinae ingår i släktet Mixacarus och familjen Lohmanniidae. Inga underarter finns listade i Catalogue of Life.